# Peperomia saintpauliella
Peperomia saintpauliella är en pepparväxtart som beskrevs av M.H. Grayum. Peperomia saintpauliella ingår i släktet peperomior, och familjen pepparväxter. Inga underarter finns listade i Catalogue of Life.